# Lee Colkin
Lee Colkin (sinh ngày 15 tháng 7 năm 1974) là một cựu cầu thủ bóng đá người Anh thi đấu ở Football League ở vị trí hậu vệ cho Northampton Town và Leyton Orient. Sau đó ông chuyển sang thi đấu nghiệp dư cho 
Hednesford Town, Morecambe, Burton Albion, Grantham Town,
Tamworth,
Hinckley United,
Kettering Town,
Hucknall Town,
Barwell, Stamford,
Ellistown, nơi ông là cầu thủ-trợ lý huấn luyện viên, Atherstone Town 
và Stratford Town.